# Erlesubuti
Der Erlesubuti (Erlesu Buti, Erlesu) ist ein  Ponor in der osttimoresischen Gemeinde Ainaro. Der Ponor befindet sich in der Aldeia Teli-Tuco (Suco Maubisse), südlich der Stadt Maubisse, nahe der Straße nach Ainaro.
In den Ponor stürzt der Hakmatek-Wasserfall über eine steil abfallende Felswand und bildet einen einige Meter breiten, kreisrunden Pool.